# Chelmsford
|  | Per a altres significats, vegeu «Chelmsford (Massachusetts)». |

Chelmsford (pronunciat /ˈtʃɛlmzfəd/) és un municipi del Regne Unit, que pertany al comtat d'Essex i del qual és la capital. El 6 de juny del 2012 va rebre l'estatus oficial de ciutat.
Hi ha dues ciutats al Canadà i una als EUA que porten el mateix nom que aquesta. A Chelmsford viuen moltes persones que treballen a Londres, ja que està a 35 minuts en tren de la capital. El lloc és famós per ser on es van instal·lar empreses innovadores en telecomunicació com la Marconi Company i la English Electric Valve Company.

## Geografia

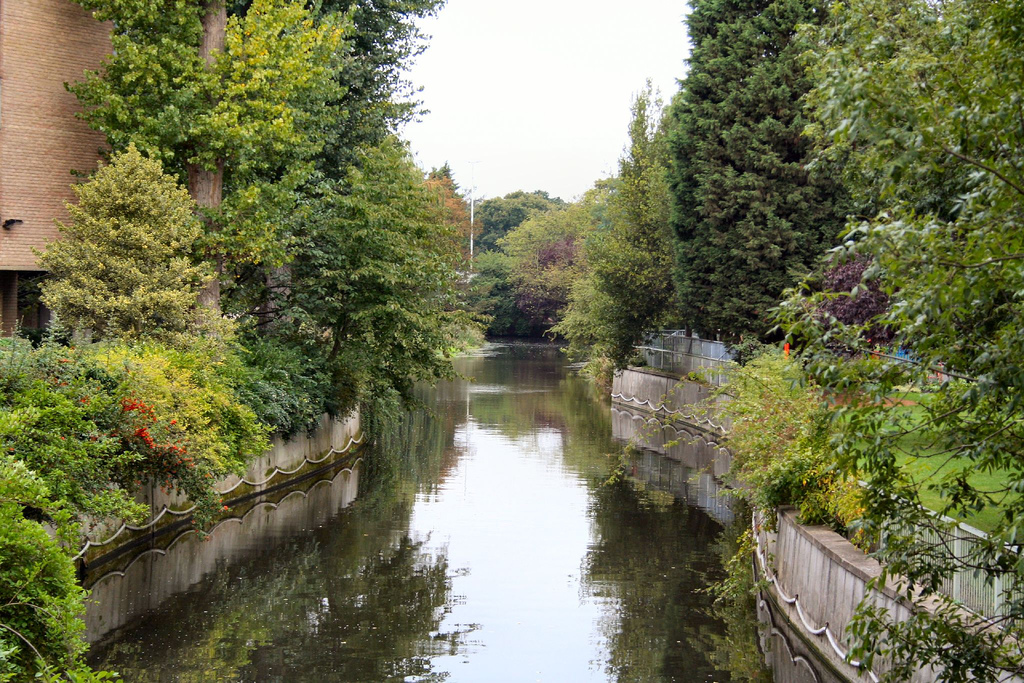
El riu Can per dins la ciutat.

Chelmsford està situada al sud-est d'Anglaterra, a prop de la costa. Antigament, fa uns 600.000 anys, durant l'edat del gel i fins a l'etapa ànglia de mitjan Plistocè fa 478.000 o 424.000 anys, el riu Tàmesi fluïa per aquestes terres i passava pel que ara és la mar del Nord, que en aquell temps era terra seca, fins a desembocar en el Rin, com un afluent seu. El paisatge actual de Chelmsford conserva depòsits de reble, que eren els sediments que arrossegava aquest riu.
Chelmsford té dos rius: el riu Can (que ve de l'oest) i el Chelmer (procedent del nord), que sovint es confonen mentre van pel centre de la ciutat, tornen a anar separats en sortir del nucli urbà i s'uneixen definitivament al l'est o està el Chelmer and Blackwater Navigation, que segueix el seu curs fins al municipi de Maldon on s'obre formant un estuari.

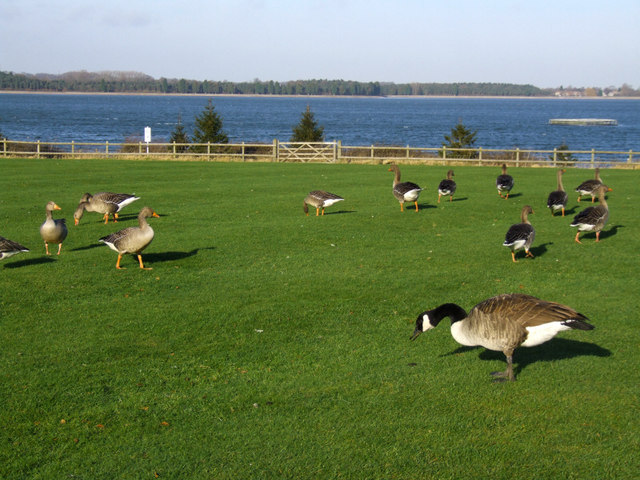
Reserva natural de Hanningfield

Anys enrere aquests rius es desbordaven fins que en la dècada del 1960 es van fer obres per evitar les inundacions. La riuada més desastrosa va ser la de l'agost del 1888, coneguda localment com la gran inundació, ja que també va afectar la propera localitat de Wickford. Malgrat tot, les zones anomenades Prats de Baddow (Baddow Meads) i Vall del Chelmer, són tan planes que segueixen patint inundacions quan es donen episodis de pluja forta continuada.
En la rodalia hi ha una reserva natural anomenada Haningfield.

## Història
Al començament aquest municipi estava format per unes quantes famílies de pagesos disseminats per la rodalia fins que el 1199 el bisbe de Londres, Maurici, va crear una fira de mercat en l'indret que, com indica el nom, el riu Chelm es podia creuar fàcilment i aquest va ser l'origen de la ciutat. En alguns documents antics el nom apareix escrit amb diverses variacions: Ceolmaer's ford i Celmeresfort.
Hi ha proves que demostren que anteriorment havia estat poblat, per exemple en el Neolític i més tard, durant l'ocupació romana va haver un fortí, muntat l'any 60 dC anomenat Caesaromagus, però es desconeix per què tenia l'honor de portar el títol de cèsar en el nom. Sota l'actual ciutat, al barri de Moulsham hi ha les ruïnes d'una antiga mansio de la via que enllaçava amb Londinum i un temple de planta octagonal.
Al segle xiii els jutjats del comtat estaven repartits entre Chelmsford i Brentwood. El 1218 va ser reconeguda com a capital del comtat d'Essex. La ciutat va estar implicada en la revolta dels camperols de l'any 1381 i el rei Ricard II es va instal·lar al juliol per pacificar el territori i presidir els judicis. Anys més tard, en aquests tribunals, el caçador de bruixes Matthew Hopkins va fer realitat la seva obsessió de condemnar dones relacionades amb el dimoni. Quatre van morir a la presó i dinou van ser penjades.
La família Boleyn tenia aquí unes terres que va comprar Enric VIII el 1516 i en elles va fer construir el palau de Beaulieu, on actualment està el New Hall School, que més endavant seria la residència de la seva filla Maria.

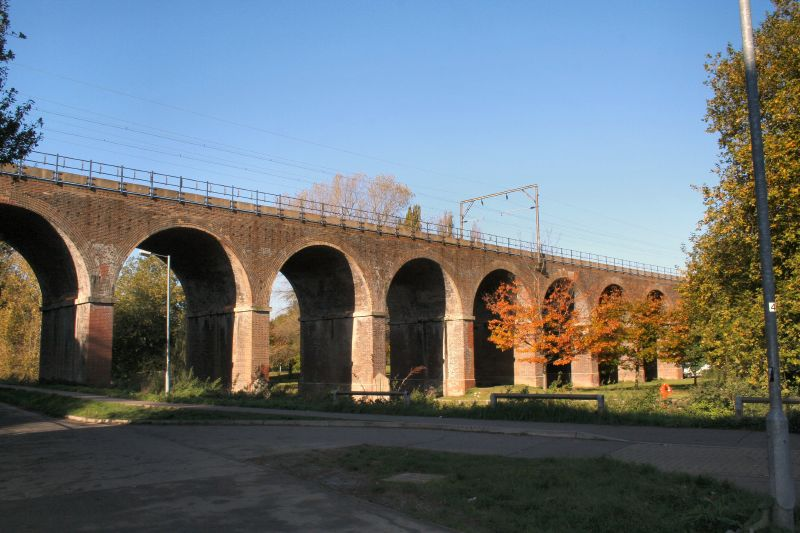
Pont per al ferrocarril construït al.

Durant la Segona Guerra Mundial va ser bombardejada perquè hi havia una fàbrica de rodament de bales i projectils. En el primer atac el maig del 1943 van morir 50 persones i més de 1000 es van quedar sense casa; el desembre del 1944 van morir 39 persones i en van resultar ferides 138. Encara se'n conserven construccions defensives d'aquella època (pillboxes). En un escampat d'una finca anomenada Hylands Park es va muntar un camp de presoners.

## Clima
Chelmsford té clima marítim com a la resta de l'illa però més càlid i no tan humit. L'estació meteorològica més propera és Writtle, a 1,6 km a l'oest del centre de la ciutat.
Les temperatures sovint arriben als 30 °C (86 °F) a l'estiu, aquesta xifra es va superar per exemple el 22 d'agost del 2015 quan es van enregistrar 33.4 °C, i l'1 d'agost del 2013. S'ha enregistrat una mitjana de 19,2 dies de temperatura fins a 25.1 °C (77.2 °F). El rècord de temperatura alta correspon al dia 10 d'agost del 2003 quan el termòmetre va marcar 35.7 °C (96.3 °F). Abans el registre més alt s'havia enregistrat l'agost del 1990 amb 35.2 °C (95.4 °F). Tanmateix, en èpoques anteriors la temperatura mitjana només arribava a 30.6 °C (87.1 °F).
La temperatura mínima enregistrada és de −20.6 °C (−5.1 °F) el 29 de gener del 1947. Després d'aquesta data, el desembre del 1981 es va enregistrar una mínima de −18.0 °C (−0.4 °F). Most recentment la temperatura va baixar fins a −13.0 °C (8.6 °F) el 20 de desembre del 2010. Les gelades es donen una mitjana de 52,7 nits a l'any, i l'habitual és que una nit freda d'hivern el termòmetre arribi a marcar −7.4 °C (18.7 °F).
La mitjana de precipitacions és de 591.8 mm l'any, amb 1 mm al dia durant 108,1 dies a l'any. Les tempestes es concentren generalment durant el juliol i l'agost, però també es poden produir en qualsevol altra època de l'any. L'estudi es refereix a les dades obtingudes al llarg de 30 anys entre 1981–2010.

## Demografia
Segons el cens del 2001 la població de Chelmsford consistia en un 49,2% d'homes i un 50,8http://www.torro.org.uk/lowtempsyear.php% de dones; el 22,5% dels censats eren menors de 18 anys i el 19% majors de 60. Només un 5,9% havien nascut a l'estranger. El nombre d'estudiants entre i 16 i 74 anys era el 22,2%. Pel que fa al tipus d'habitatge, el 76,5% eren propietaris de la casa on vivien, el 14,9% estaven en habitatges socials (l'11,3% a càrrec del consell del comtat i el 3,6% en cases pertanyents a una associació benèfica), el 6,3% vivien de lloguer. El nombre de cases sense calefacció central ni bany privat eren el 5,8%.

## Economia
De la pagesia a la indústria

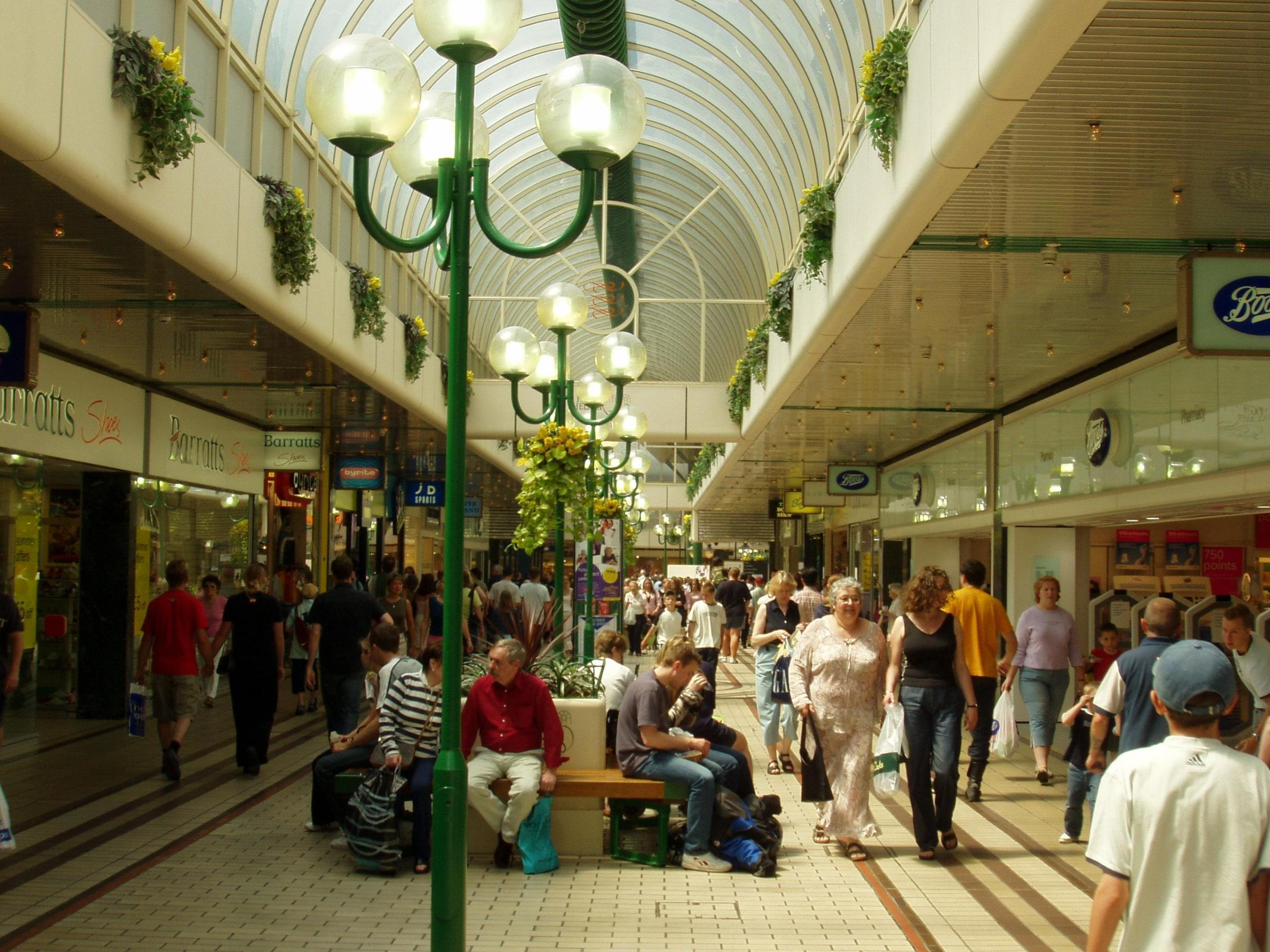
Centre comercial de Chelmsford.

Originàriament una ciutat lligada a la pagesia, amb el mercat on es venien els seus productes, va esdevenir un important centre industrial des del segle xix. El 1797 es va obrir el canal Chelmer and Blackwater Navigation, fet que va suposar un abaratiment dels transports de matèries primeres i dels productes. Les primeres fàbriques van ser malteries i de màquines relacionades amb l'agricultura.
El següent tipus d'indústria en crear-se van ser foneries i fàbriques relacionades amb la producció de motors. Actualment és la seu de diverses empreses de caràcter internacional com: M&G Group, e2v Technologies', ebm-papst UK Ltd. La quantitat de gent de la rodalia que ve a treballar a Chelmsford gairebé és equiparable als residents d'aquesta ciutat que van a treballar a Londres, que està a 35 minuts en tren i una mica més per carretera.
En el sector del comerç es calcula que hi ha treballant unes 80.000 persones. A més per ser capital del comtat hi ha força llocs de treball relacionats amb el sector de serveis: oficines administratives, hospitals, educació.
La Marconi Company

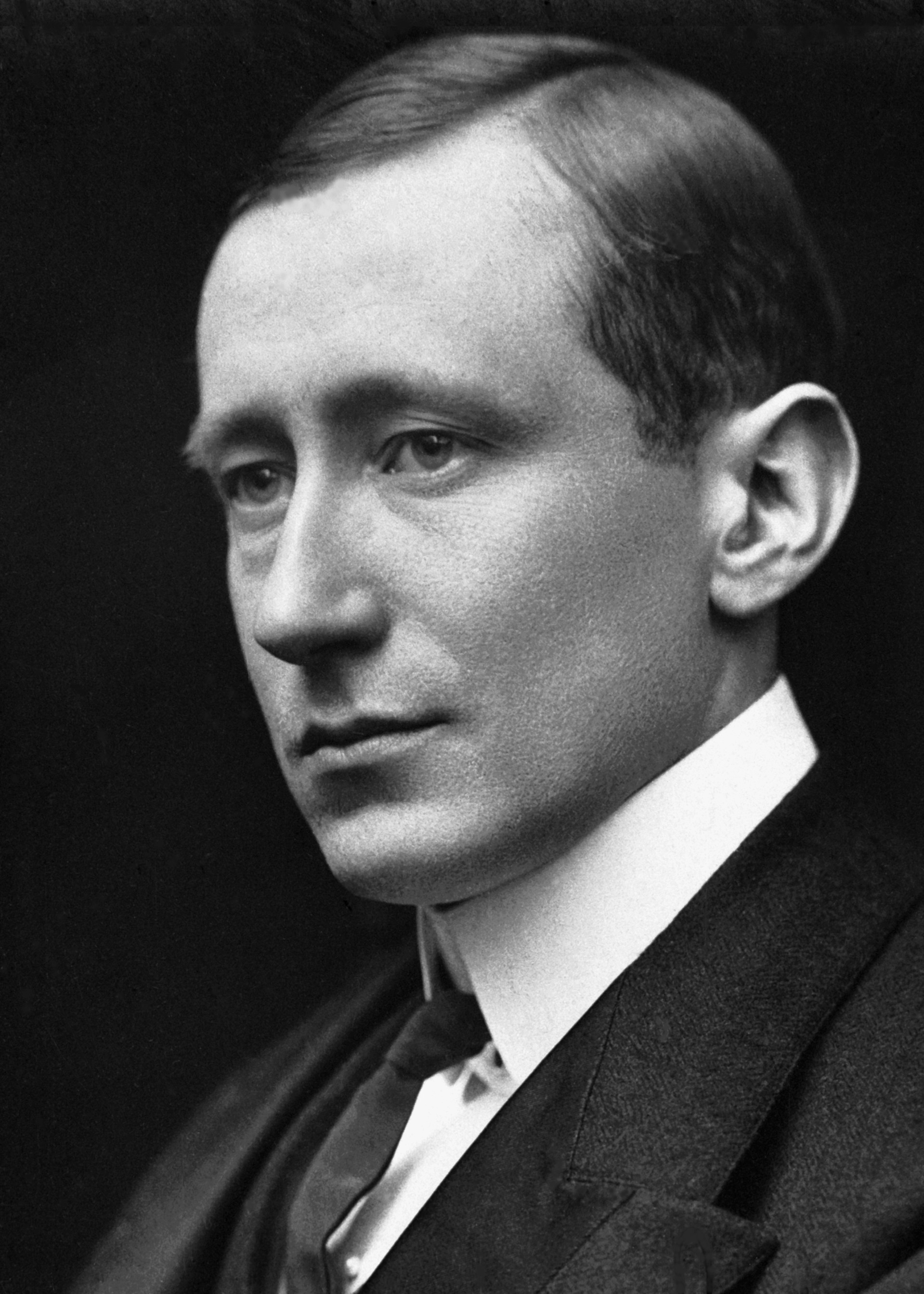
Guglielmo Marcony el 1909

El 1899, Guglielmo Marconi va obrir al carrer Hall Street la primera empresa de ràdio i telegrafia, que va anomenar Marconi Wireless Telegraph & Signal Company i que donava feina a unes 50 persones. Després va canviar el nom ple de Marconi Wireless Telegraph Company Ltd i l'any 1912 es va traslladar a un altre lloc de la ciutat on tenia 6.500 m² a la seva disposició. El juny de 1920 va inaugurar la primera emissió de radiodifusió, que va protagonitzar la soprano Nellie Melba. Pel 1922, va encetar la primera emissora de ràdio d'entreteniment amb funcionament regular des de Writtle, a prop de Chelmsford, on tenia una mena de cabana. El 1999 l'empresa British Aerospace va comprar la divisió de defensa de la companyia Marconi, incloses les instal·lacions de Chelmsford, on es va crear la BAE Systems. Aquesta nova empresa controla dos llocs de l'àrea industrial a Chelmsford: el Great Baddow, que ara és el Centre de Tecnologia Avançada de BAE i el local d'Integrated Systems Technologies situat a Glebe Road.
De la secció d'aplicacions militars de l'empresa Marconi va sorgir Selex Communications, que tenia la seu al carrer New Street, però es van traslladar l'abril del 2008 a Basildon i així van acabar 100 anys de la innovadora Marconi Company a Chelmsford. Després d'uns anys d'abandonament, el local es va enderrocar per a construir edificis i només es va salvar una torre que està catalogada com a edifici patrimonial de grau II.
Motors elèctrics

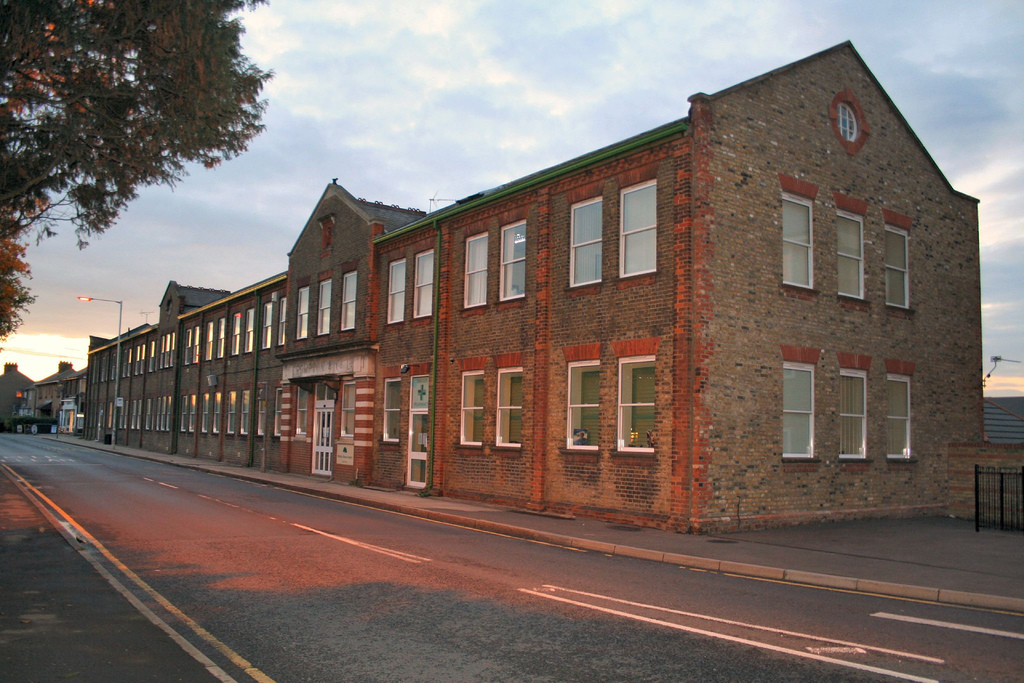
Fàbrica de Crompton

A Chelmsford es va establir la primera empresa de motors elèctrics del Regne Unit, fundada per Rookes Evelyn Bell Crompton. El 1888 aquesta empresa pionera va fer la instal·lació elèctrica dels carrers de la ciutat per celebrar la creació de l'administració Borough of Chelmsford, però l'ajuntament la va fer desinstal·lar perquè el gas era més barat. Després que la seva fàbrica patís un incendi el 1895, Crompton en va fer construir una de més gran al carrer Writtle Road. El 1927 es va associar i l'empresa es va anomenar Crompton Parkinson. Durant la segona guerra mundial va ser bombardejada.
Rodament de munició
El 1898 es va instal·lar a Chelmsford una important fàbrica de mecanismes de subministrament de munició per a armes de foc, fundada pels cosins Geoffrey i Charles Barrett, que va tenir com a soci financer l'americà Ernst Gustav Hoffmann, de qui la companyia va adoptar el nom. La Hoffmann Manufacturing Company es va expandir ràpidament i va aconseguir fama a tot el món pels seus mecanismes de rodament ajustats a mida, amb una precisió de 2,5 micròmetres en tots els seus productes. Aquests mecanismes van ser utilitzats més endavant en els primers vols transatlàntics i extensament en la maquinària de guerra durant la primera guerra mundial. Durant molts anys va ser l'empresa que donava més llocs de treball a Chelmsford, superant en això a la Company.
L'empresa va canviar el nom pel de Ransome Hoffmann and Pollard (RHP) quan es va fusionar amb la Ransome and Marles Bearing Company i la Pollard Ball and Roller Bearing Company l'any 1969. Aquesta fàbrica, que en el seu punt més àlgid va tenir 7.500 treballadors, va fer fallida en la dècada del 1980 i finalment va tancar el 23 de desembre del 1989. Els drets de la marca RHP els va adquirir la companyia japonesa NSK Ltd, que tenia la seva seu a Newark on Trent però el 2001 també va tancar. La major part de la fàbrica RHP va ser enderrocada durant l'estiu del 1990 i el lloc és ara part del campus universitari de l'Anglia Ruskin University.
English Electric Valve Company (e2v)
En la dècada del 1940 es va crear la companyia English Electric Valve Company, com una filial de la Marconi Comany dedicada a la fabricació de magnetrons per als sistemes de defensa per radar. El 1959 l'enginyer Bob Coulson va dissenyar el tub d'ona progressiva per amplificar els senyals de radiofreqüència, va afegir un tub de microones i també va produir vàlvules tiratró. En aquella època va ser l'empresa de tecnologia que més productes facturava en tot el Regne Unit. Un any després va ser guardonada amb el premi EMMY. Aquests premis que són més famosos per la seva secció de premis a programes televisió, també tenen una secció per a premiar enginyers i empreses de tecnologia. L'Emmy va ser concedit a aquesta empresa per la seva contribució a l'avenç tecnològic amb l'invent del tub de 4½" d'imatges orthicon o vàlvula de televisor i videocàmera.
Des de llavors l'empresa ha continuat creixent i des del 2002 s'anomena e2v.
Fabricació de refrescos

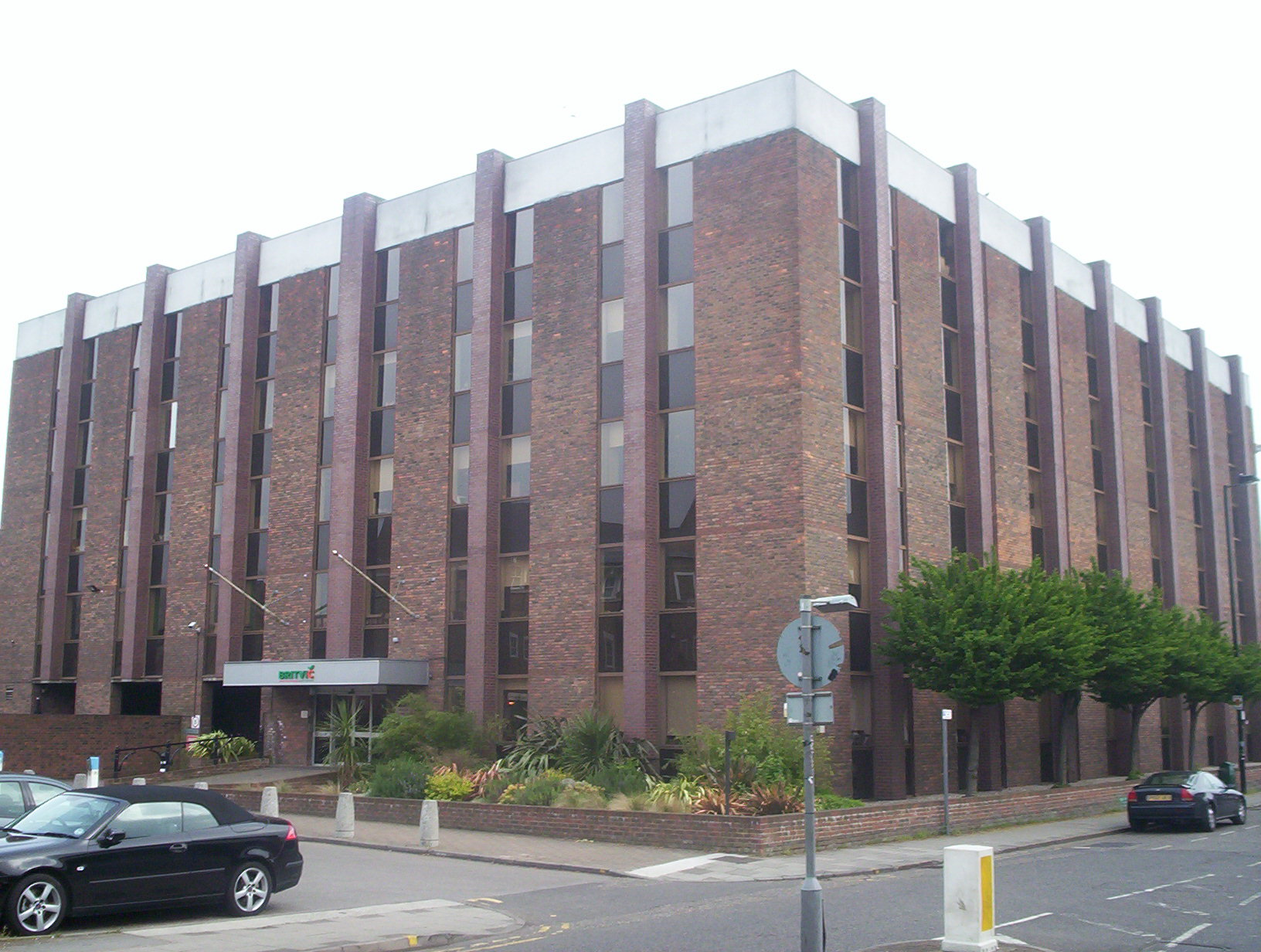
Fàbrica Britvic

Una altra empresa important de Chelmsford és la British Vitamin Companyque va sorgir el 1948 que fabricava aigua aromatitzada. Aquesta companyia va ser adquirida el 1968 per una altra que es dedicava a la fabricació de cervesa Allied Breweries i va canviar el nom pel de Britvic. Després va continuar expansionant-se i fusionant-se amb altres marques de begudes. La seu de les oficines de Britvic UK situada a Chelmsford va tancar el març del 2012 per a traslladar-se a Hemel Hempstead, segons deien perquè el personal tingués millor transport. El març del 2014 també va tancar la fàbrica i així van acabar 150 de relació amb aquesta ciutat.

## Agermanaments
Chelmsford té relacions d'agermanament amb:
- Anonai, França
- Backnang, Alemanya
- Wuxi, Xina

## Llocs d'interès

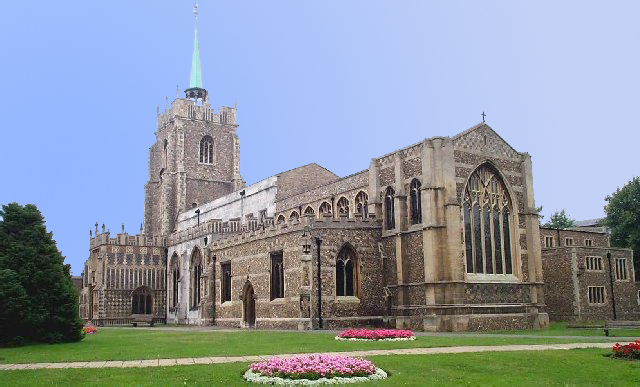
Catedral de Chelmsford

- La catedral, la segona més petita d'Anglaterra, va ser església de St Mary fins al 1914.[28][29]
- El Shire Hall o casa del comtat, on antigament estava el tribunal de justícia, construïda el 1791 per l'arquitecte John Johnson .[30]
- El museu de Chelmsford, sobre la història local, que té un apartat sobre l'exèrcit.
- Hylands House, una mansió que data del 1730 i els seus parcs i jardins 2,32 km², on es fa un festival de música.